# Kevin Langley
Kevin James Langley (* 24. Mai 1964 in St Helens) ist ein ehemaliger englischer Fußballspieler. Der defensive Mittelfeldspieler war in den 1980er- und 1990er-Jahren für Wigan Athletic aktiv und hat klubintern die meisten Pflicht- und Ligaspiele absolviert. Seinen größten Erfolg feierte in der Saison 1986/87, als er mit dem FC Everton die englische Meisterschaft gewann.

## Sportlicher Werdegang
Langley arbeitete zunächst als Maler und Lackierer, als er schriftlich bei Wigan Athletic um ein Probetraining bat. Der dort verantwortliche Trainer Ian McNeill bot ihm einen Ausbildungsvertrag an und unter seinem Nachfolger Larry Lloyd bestritt Langley im September 1981 gegen Northampton Town sein Ligadebüt in der vierthöchsten Spielklasse. Bis zum Ende der anschließenden Saison 1982/83, der ersten Spielzeit der „Latics“ in der dritten Liga, eroberte er sich dann als defensiver Mittelfeldspieler sukzessive einen Stammplatz. Nur wenige Spiele verpasste er in den folgenden drei Jahren bis zum Ende der Saison 1985/86 und neben einem knappen Nicht-Aufstieg in die Second Division gewann er 1985 über einen 3:1-Finalerfolg gegen den FC Brentford die Football League Trophy. Für die Ablösesumme in Höhe von 120.000 Pfund verließ er den Klub dann im Sommer 1986 in Richtung des Erstligisten FC Everton, wohin kurz zuvor bereits sein Mannschaftskamerad Warren Aspinall gewechselt war.
Da die im Mittelfeldzentrum des FC Everton gesetzten Peter Reid und Paul Bracewell zu Beginn der Saison 1986/87 verletzt waren, kam er früher als erwartet dauerhaft zum Einsatz. Dazu zählten sein Auftritt in der Charity-Shield-Partie gegen den FC Liverpool (1:1) und 16 Erstligapartien bis Ende November 1986, in denen ihm dazu zwei Tore gegen Sheffield Wednesday (2:2) und Oxford United (3:1) gelangen. Als dann aber die angestammten Kräfte in die Mannschaft zurückkehrten, konnte er keinen weiteren Beitrag zum Gewinn der englischen Meisterschaft 1987 leisten, wenngleich er sich durch seine anfänglichen Partien für eine offizielle Medaille qualifiziert hatte. Nur neun Monate nach seiner Ankunft in Everton zog er weiter in Richtung des Erstligakonkurrenten Manchester City. Dort absolvierte er in der noch laufenden Spielzeit neun Partien, kam dann aber nach dem Abstieg in die Zweitklassigkeit überhaupt nicht mehr zum Zuge. Stattdessen liehen ihn die „Citizens“ in der folgenden Saison 1987/88 kurzzeitig an den Drittligisten Chester City aus, bevor er im März 1988 zu dem von Gerry Pendry trainierten Zweitligisten Birmingham City wechselte.
In Birmingham erwartete man sich viel von dem elegant wirkenden und groß gewachsenen Balleroberer im defensiven Mittelfeld und die sportliche Leitung sah in ihm einen möglichen Schlüsselspieler auf dem Weg zurück in die höchste englische Spielklasse. Diesen Erwartungen wurde er jedoch nicht gerecht. Langley hatte Probleme, sich auf die Spielweise der „Blues“ einzustellen und zum Ende der Saison 1988/89 stieg er mit Birmingham City sogar in die dritte Liga ab. Im Jahr darauf verpasste er mit seinem Team die Play-off-Spiele zum möglichen Wiederaufstieg knapp und er ging daraufhin nach insgesamt 76 Ligaspielen für den Klub zurück zu Wigan Athletic, das wie bei seinem Abschied vier Jahre zuvor in der dritten Liga spielte. In den nun folgenden vier Jahren sammelte Langley weitere 157 Ligaspiele an und wurde damit zum Rekordspieler für Wigan Athletic. Sportlich endete sein Engagement jedoch enttäuschend und nach dem Abstieg in die vierte Liga 1993 schloss er dort sein letztes Jahr in Wigan auf dem viertletzten Rang ab.
Es zog ihn in der Saison 1994/95 zuerst in die Football Conference zu Halifax Town und später zu Bangor City. Bei dem zuletzt genannten walisischen Klub gewann er 1995 die Meisterschaft, schnupperte danach sogar im UEFA-Pokal noch einmal am europäischen Fußball und sammelte zwischen Oktober 1996 und seinem Rücktritt im Mai 1997 erste Trainererfahrungen. Es folgten weitere Engagements in der obersten walisischen Liga für Flint Town United, den Rhyl FC und Holywell Town sowie Trainertätigkeiten für kleinere Klubs wie Congleton Town, Kidsgrove Athletic und Witton Albion sowie ab Juli 2011 für Northwich Villa.

## Titel/Auszeichnungen
- Englische Meisterschaft (1): 1987
- Charity Shield (1): 1986
- Football League Trophy (1): 1985
- Walisische Meisterschaft (1): 1995